# ذاكرة الوصول العشوائي

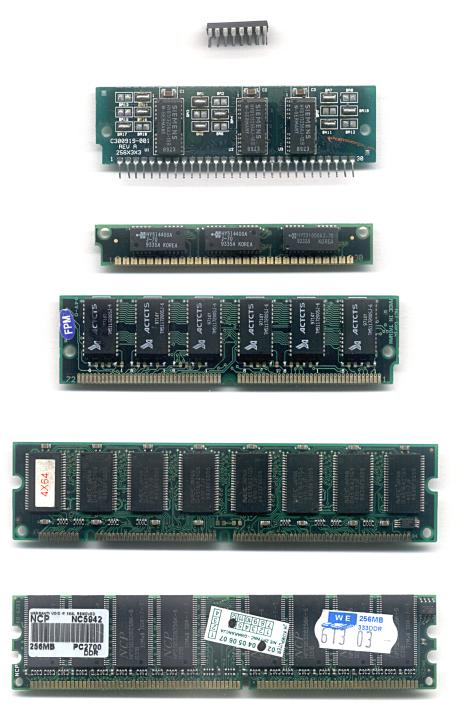
أنواع مختلفة من ذاكرة رام. من الأعلى إلى الأسفل:
DIP وSIPP وSIMM 30 pin وSIMM 72 pin وDIMM وRIMM

ذاكرة الوصول العشوائي (بالإنجليزية: Random Access Memory) وتختصر RAM وتعرف بذاكرة القراءة والكتابة، وهذا نوع من الذاكرة مؤقت يستعمل في الحواسيب، إذ أن المعلومات تٌفقد منها بمجرد انقطاع التيار عنه، فإذا أعيد مثلاً تشغيل الحاسوب فقدت المعلومات. يعتبر هذا النوع من الذاكرات مهم في تعيين أداء البرامج، فهو يعين كم من المساحة تستطيع البرامج استغلالها للتشغيل، لذلك يحرص المحترفون (خصوصاً من يتركز عملهم على برامج معقدة كالتصميم باستخدام برامج متقدمة مثل الفوتوشوب وثري دي ماكس وغيرها.
على توفير أفضل الأنواع منها، ويحرصون أيضاً على زيادتها لأنها المسؤولة عن سرعة تنفيذ العمليات والمعالجة.

## مكونات ذاكرة الوصول العشوائي
كل قطعة ذاكرة تعد دائرة متكاملة مركبة من ملايين الخلايا التي يكونها اتحاد الترانزستورات والمكثفات، بحيث يشكل كل ترانزيستور ومكثف خلية واحدة من خلايا الذاكرة، وكل خلية من هذه الخلايا تعادل بتاً واحداً من البيانات، ومعلوم أن البت أصغر وحدة من وحدات قياس الذاكرة وكل 8 بتات تشكل بايتاً واحداً، والبايت هو المساحة الكافية لتخزين قيمة حرف واحد أو رقم أو رمز من محارف الآسكي.

## التسمية
سميت بهذا الاسم لأن المستخدم يستطيع الوصول إلى أي خلية يريد بشكل مباشر (أي دون المرور على الخلايا الأخرى) ومن أي مكان [بحاجة لمصدر]، وهي على عكس ذاكرة الوصول التسلسلي (Serial access memory) والتي لا يمكنك الوصول لأي خلية فيها إلا بشكل تسلسلي كامل من البداية إلى النهاية.

## أنواع ذاكرة الوصول العشوائي
هناك نوعان رئيسيان من الذاكرة RAM هما :
ذاكرة الوصول العشوائي الساكنة (S RAM)
وذاكرة الوصول العشوائي الديناميكية (D RAM)
وهناك أيضاً عدة أنواع أخرى من ذاكرة الوصول العشوائي، وأسعارها تتفاوت باختلاف هذه الأنواع.

### النوع الأول SD-RAM أو SDR-RAM
هي اختصار للجملة (Single Data Rate Random Access Memory) والتي تعني ذاكرة الوصول العشوائي الساكنه المتزامنة ذات النقل الأحادي. هذا النوع يقوم بنقل البيانات بسرعة مقبولة نوعاً ما، لكنه في المقابل يستهلك قدراً كبيراً من الطاقة مقارنة بالأنواع الأخرى لأنه يقوم بنقل بت مرة واحدة عند ارتفاع النبضة ثم يعود ليرفع بتاً آخراً بارتفاع النبضة.. وهكذا. وكلما زادت الوحدات أدى ذلك إلى زيادة سرعة المعالجة. وسرعة نقل البيانات فيها إما أن تكون 100 أو 133 ميجا هرتز.

### النوع الثاني DD-RAM أو DDR-SDRAM
هناك خلاف على تسميتها، فالبعض يقول أنها اختصار للجملة (Dual Data Rate Synchronous Dynamic Random Access) أي ذاكرة الوصول العشوائي الديناميكية المتزامنة ذات النقل الثنائي، بينما هناك من يقول أنها تعني (Double Data Rate-Synchronous DRAM) أي ذاكرة الوصول العشوائي الديناميكية المتزامنة ذات النقل المضاعف أو المزدوج، وكلاهما يؤدي لنفس المعنى، هذا النوع يؤدي ضعف أداء النوع الأول، فهي تعطي 2 بت في الثانية الواحدة بمعنى أنها تنقل بتاً لدى ارتفاع النبضة وآخراً عند انخفاضها. ويتميز هذا النوع عن سابقه
بأن لديه عرض محزم مضاعف، وهذا يمكنه من نقل كمية مضاعفة من المعلومات في الثانية بالمقارنة ب sd-ram.
كما أنه يستخدم قدراً أقل من الطاقة.

### النوع الثالث RD-RAM
هي اختصار للجملة (Rambus Dynamic Random Access Memory) وتعني الخطوط الديناميكية لذاكرة الوصول العشوائي، وهذه الذاكرة تمتاز بسرعة مذهلة وأسعارها باهظة، ويرتكز عملها على أساس توزيع نقل البيانات ما بين الذاكرة والمعالج على أكثر من قناة. عن طريق تصغير حجم الناقل الأمامي من 32 بت (المستخدمة في الأنواع الأخرى) إلى 16 بت ومن ثم توزيع الحركة على أكثر من قناة تعمل بشكل خطوط متوازية (وهذا سبب تسميتها بالخطوط)، وتعطي سرعات تردد عالية جداًَ تصل إلى 800 ميجاهرتز. وهذا النوع لا يعمل إلا مع معالجات بنتيوم 4 كما أنها تتطلب أنواعاً مخصصة من اللوحات الأم مثل إنتل 850. وتم التخلي عنها بسرعة بسبب إثبات ذاكرة DDR والجيل الجديد DDR 2 ثم DDR3 وصولا إلى DDR4 نجاعته سرعة وسعة حجم .

### مصطلحات الذاكرة العشوائية
- التردد : التردد يحدد سرعة الرام والسرعة هي ما يحدد سرعة تبادل البيانات بين الرام وباقي مكونات الجهاز .
- التوقيت : ويكون بهذا الشكل كمثال 27-10-10-10 وكلما كان التوقيت أقل كلما كأنت الاستجابة اسرع .
- الحجم أو السعة : وتقاس بالجيجابايت كمثال 2GB أو 4GB وصولاً لـ 64GB